# Courtes
Courtes ist eine französische Gemeinde im Département Ain in der Region Auvergne-Rhône-Alpes. Sie gehört zum Kanton Replonges im Arrondissement Bourg-en-Bresse.

## Lage
Die Gemeinde Courtes liegt in der Bresse, 20 Kilometer südöstlich von Tournus. Sie grenzt im Norden an Vernoux, im Nordosten an Curciat-Dongalon, im Osten an Saint-Nizier-le-Bouchoux, im Süden an Mantenay-Montlin und im Westen an Saint-Trivier-de-Courtes.

## Bevölkerungsentwicklung
| Jahr                       | 1962 | 1968 | 1975 | 1982 | 1990 | 1999 | 2010 | 2021 |
| Einwohner                  | 287  | 254  | 215  | 199  | 194  | 218  | 266  | 297  |
| Quellen: Cassini und INSEE |      |      |      |      |      |      |      |      |

## Sehenswürdigkeiten
- Ferme de la forêt im Weiler Saint-Trivier-de-Courtes, heute Museum und Monument historique
- Kirche Saint-Hilaire
- Marienstatue
- Wasserturm
- Gefallenendenkmal

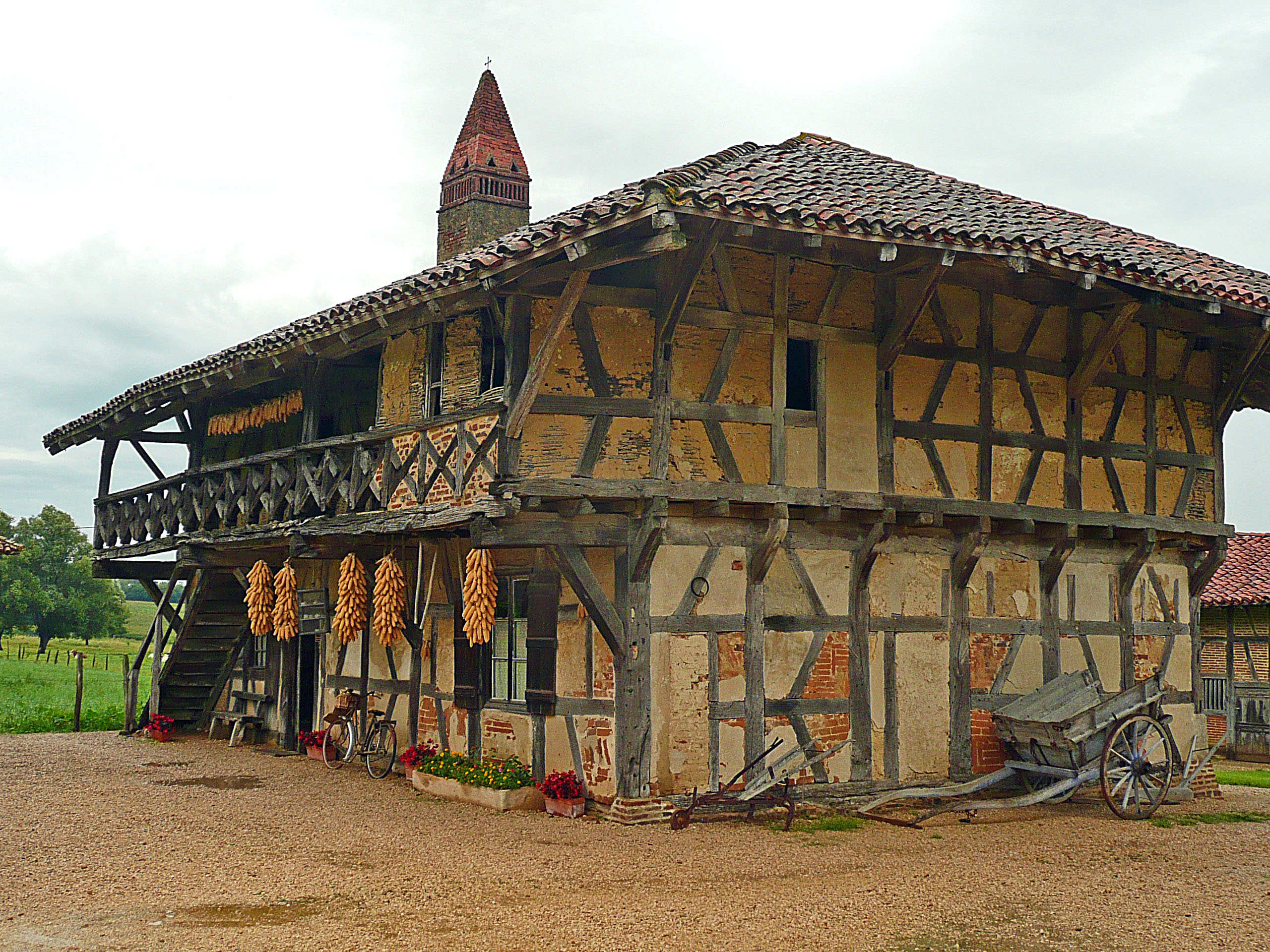
Ferme de la forêt
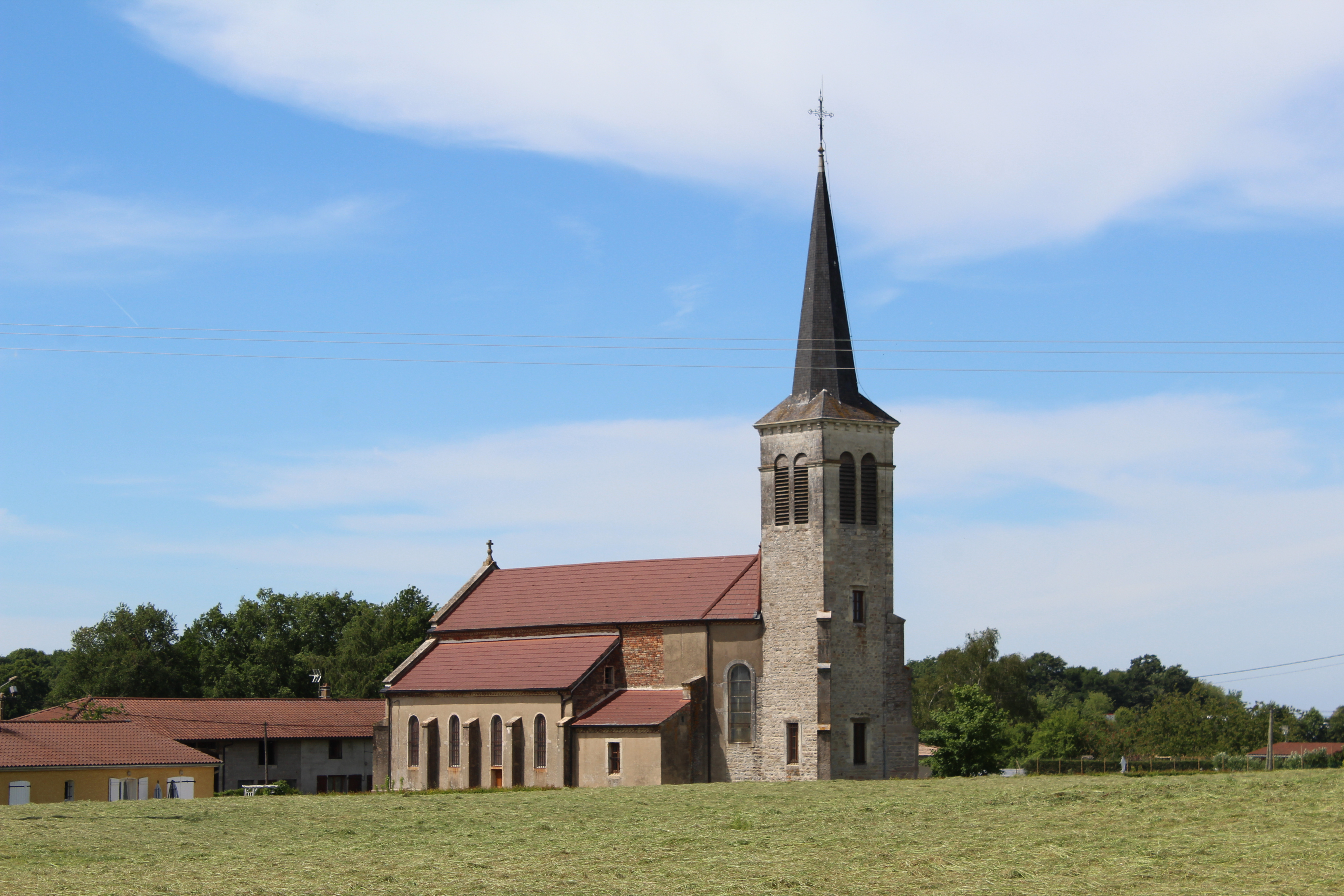
Kirche Saint-Hilaire
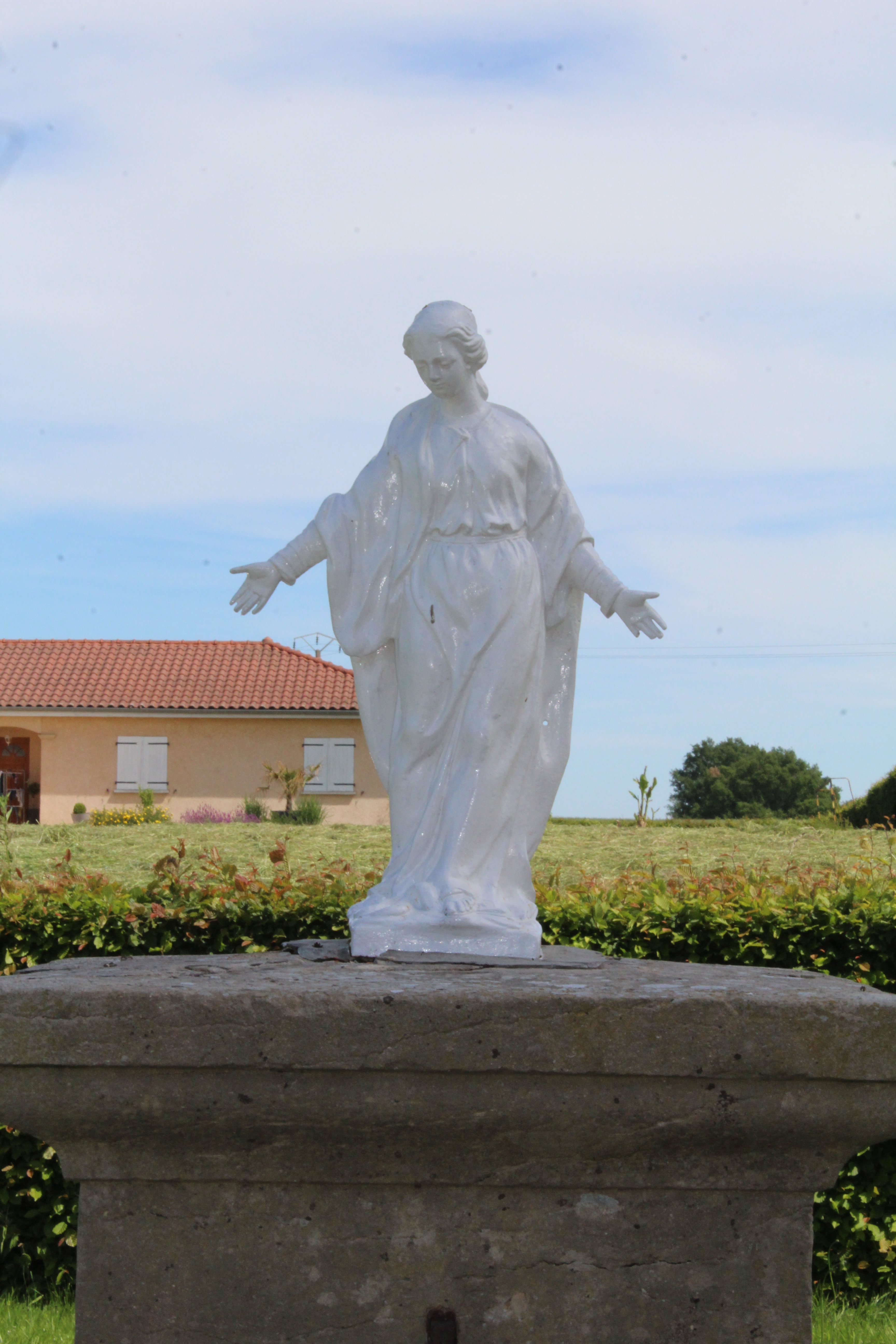
Marienstatue
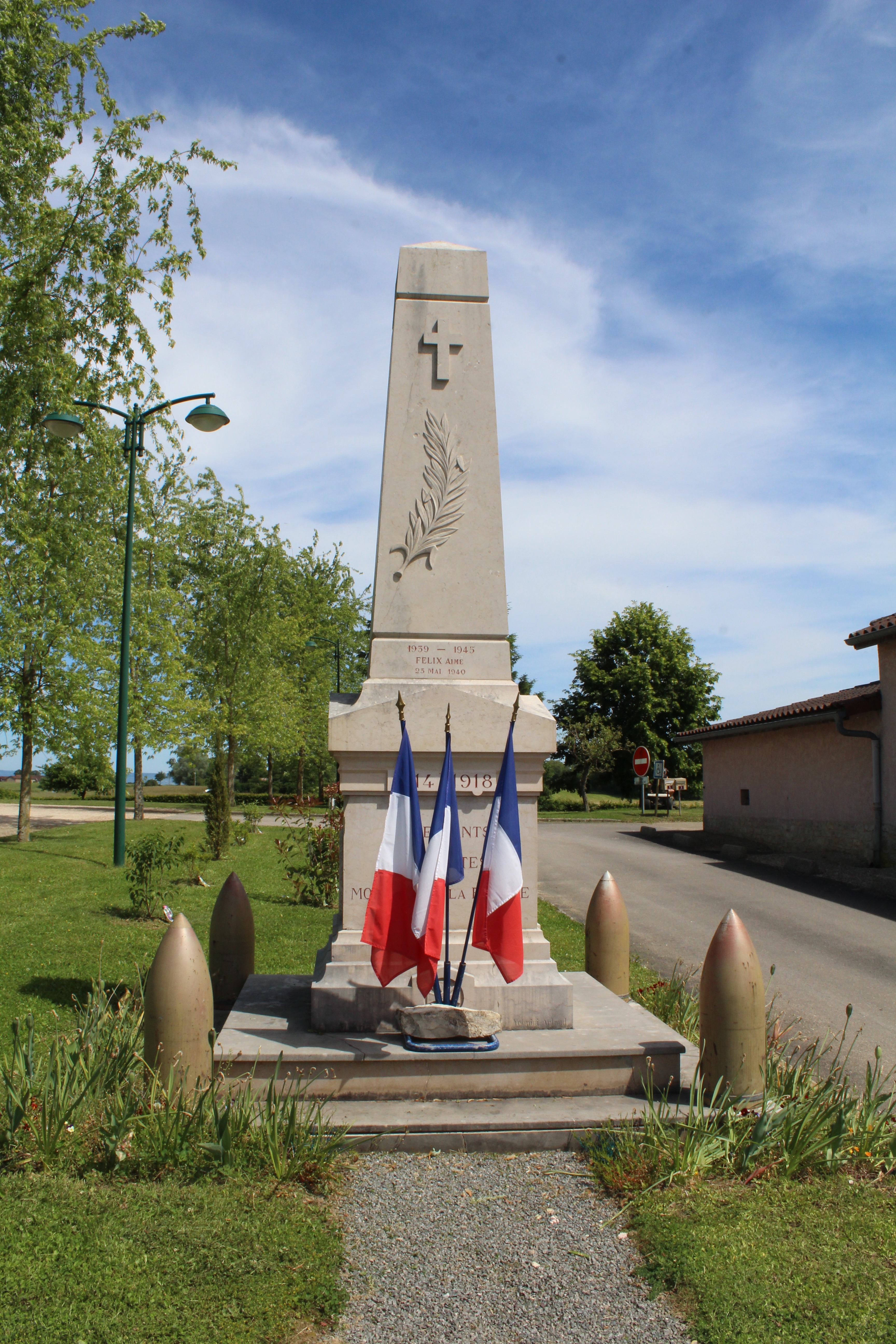
Gefallenendenkmal